# Bandstadt

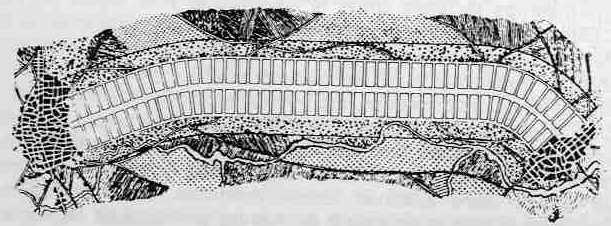
Plan einer Bandstadt von Arturo Soria y Mata

Die Bandstadt (auch Linearstadt) ist eine Stadtanlage längs eines Transportweges (Schiene, Straße, Wasserweg) mit großer Länge, aber geringer Breite. Entwickelt wurde die Idee 1882 vom Spanier Arturo Soria y Mata als Reaktion auf die gravierenden Probleme, die durch die rasante Stadtentwicklung während der Industrialisierung entstanden waren. Seine Ideen werden häufig als Gegenthese zur Gartenstadt diskutiert, die annähernd zeitgleich in Großbritannien von Ebenezer Howard entwickelt wurde.

## Beschreibung
Im Grundprinzip ging es Arturo Soria y Mata um „(d)ie Verländlichung der Stadt und die Verstädterung des Landes“. Wohnsiedlungen, Arbeitsstätten und Zentren der Bandstadt sollten einander so zugeordnet sein, dass keine langen Pendlerwege entstehen, genügend freies Land und Erholungsraum vorhanden sind und überall genügend Dienstleistungen angeboten werden. Dies sollte erreicht werden, indem die einzelnen Stadtbereiche, Erholungsgebiete und Ackerflächen in Streifen parallel zu den Verkehrsadern angeordnet werden.
Die erste lineare Stadt von Arturo Soria y Mata sollte zunächst die Satellitenstädte um Madrid miteinander verknüpfen. Später, stellte er sich vor, seien alle Städte der Welt miteinander verbunden. Verwirklicht wurde jedoch nur das 5,2 km lange Teilstück Ciudad Lineal im Osten Madrids. Die weitere Realisierung scheiterte am Mangel finanzieller Mittel.
Der russische Städteplaner Nikolai Alexandrowitsch Miljutin griff den Bandstadt-Gedanken nach Gründung der Sowjetunion wieder auf und verwirklichte ihn z. B. in Wolgograd und Magnitogorsk, wobei Teile der Planung auf den Frankfurter Architekten Ernst May zurückgehen.
Infolge der Zerstörungen des Zweiten Weltkriegs gab es Planungen, Städte als Bandstädte in aufgelockerten Formen wiederaufzubauen. Derartige Planungen wurden noch unter nationalsozialistischer Herrschaft für Stettin erstellt (entlang des Unterlaufs der Oder). Für das zerstörte Berlin plante Hans Scharoun unter Abriss der verbliebenen Reste den Wiederaufbau im Sinne einer aufgelockerten Stadtlandschaft, die sich als Siedlungsband im Tal der Spree entlangziehen sollte und damit die Gestalt einer Bandstadt angenommen hätte (Kollektivplan).
Anfang 2021 stellte Saudi-Arabien Pläne für eine 170 Kilometer lange extreme Bandstadt unter dem Namen The Line als Teil des Projekts Neom vor.

## Typen und Beispiele
Reale Bandstädte unterteilen sich in zwei Typen:
1. geplante Bandstädte, die recht selten Realität wurden und  durch örtliche Bedingtheiten motiviert sein können. Für diesen Typ lässt sich Brasília als Beispiel nennen, allerdings ist die Agglomeration in der Entwicklung vom Ursprungstyp abgewichen. Ein weiteres Beispiel, jedoch durch die Lage bedingt, ist die Stadt Shenzhen in China, die als längliche Freihandelszone am nördlichen Rand der Grenze zu Hongkong als bandartige Agglomeration geplant wurde und in einer hybriden Entwicklung aus zentraler Planung und ungeregeltem Wachstum als ideales Band funktioniert.
2. gewachsene Bandstädte, die durch natürliche orographische Gegebenheiten bedingt sind und die Qualitäten von Bandstädten gegebenenfalls zufällig aufweisen. Für diesen Typ kann als Beispiel die Talstadt Wuppertal genannt werden. Sie ist innerhalb des topographisch definierenden Talraums als funktionale, historische und soziale Einheit aus mehreren Stadteinheiten, vor allem Barmen und Elberfeld, zusammengewachsen und 1929 fusioniert worden. An diesem Beispiel lassen sich idealtypisch Chancen und Restriktionen der Bandstadt-Typologie ablesen.